# La Tour-Saint-Gelin
La Tour-Saint-Gelin è un comune francese di 556 abitanti situato nel dipartimento dell'Indre e Loira nella regione del Centro-Valle della Loira.

## Società

### Evoluzione demografica
Abitanti censiti